# Guerre contre la pauvreté

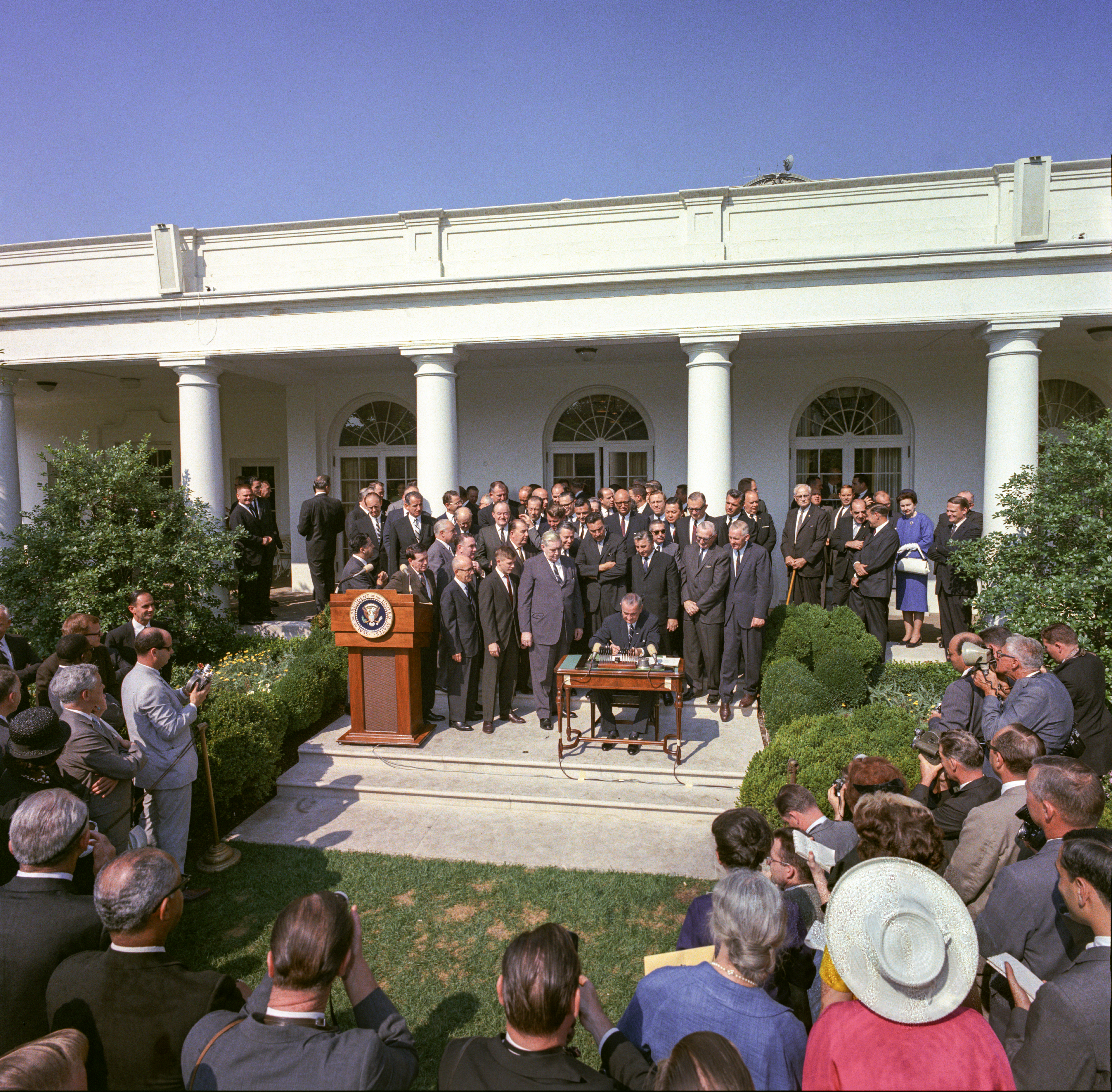
Le président Lyndon B. Johnson signe le Poverty Bill (connu aussi sous le nom dEconomic Opportunity Act) entouré par la presse et des supporteurs, le 20 août 1964.

La « guerre contre la pauvreté » est proclamée par le président des États-Unis Lyndon Johnson lors de son discours sur l'état de l'Union du 8 janvier 1964. Johnson reprend alors à son compte l’objectif défini dix ans auparavant par Ida Merriam, une chercheuse qui travaillait depuis 1963 au Bureau des recherches et statistiques (Office of Research and Statistics, ORS) et qui avait commencé sa carrière dans l'Administration de la sécurité sociale créée sous Roosevelt : vaincre la pauvreté au moyen d’une politique nationale résolue. 
Johnson propose alors un ensemble de mesures législatives pour lutter contre la pauvreté, qui touchait, selon les estimations, environ 19 % de la population. Le discours sur l'état de l'Union fut suivi du vote, par le Congrès, de l'Economic Opportunity Act, une loi qui établissait l'Office of Economic Opportunity (en) (OEO, Bureau des opportunités économiques) afin d'administrer les applications locales des fonds fédéraux ciblant la pauvreté, ainsi que la loi sur la sécurité sociale de 1965 (Social Security Act de 1965) qui crée le Medicare puis le Medicaid.
Cette politique johnsonienne, qui visait à étendre le rôle de l'État fédéral dans ses rôles sociaux, de l'éducation à la sécurité sociale, faisait partie de son programme d'une Grande Société, et poursuivait les objectifs du New Deal de Roosevelt et de ses discours sur les Quatre Libertés.
Après les années 1960, la « guerre contre la pauvreté » perdit de sa popularité, essuyant les critiques croissantes contre l'État-providence, les mesures de dérégulation et des mesures, votées dans les années 1980 et 1990, visant à réduire l'aide fédérale apportée aux pauvres, mesures qui culminent avec le Personal Responsibility and Work Opportunity Reconciliation Act d'août 1996, qui, selon le président Bill Clinton, « met fin à l'assistance telle que nous la connaissons » (« […] this legislation provides an historic opportunity to end welfare as we know it and transform our broken welfare system by promoting the fundamental values of work, responsibility, and family. »).
L'héritage de la guerre contre la pauvreté reste sensible cependant dans l'existence de programmes fédéraux tels que Head Start ou Job Corps.

## Une «guerre»?
L'expression de « guerre contre la pauvreté » n'est pas neutre : elle vise à remobiliser les énergies de la nation autour d'un projet commun, ou encore à « dramatiser le contrat social » (Pierre Rosanvallon, 1995). Rappelant en effet comment l'État-Providence s'est historiquement construit à la faveur de crises sociales et d'élan patriotique provoquées par les deux guerres mondiales, et faisant directement allusion aux réformes de Johnson, entre autres, Pierre Rosanvallon cite ainsi Michael Walzer : « Les défenseurs de l'État-providence cherchent à institutionnaliser et à perpétuer le sens de l'entraide qui apparaît dans une crise collective, l'esprit de mutualité qui se manifeste entre citoyens confrontés à une inondation, un ouragan ou même une attaque ennemie. ».

## Initiatives majeures
- Economic Opportunity Act de 1964 (en) -- 20 août 1964
- Social Security Act de 1965 -- 30 juillet 1965 qui crée le Medicare et Medicaid

Le Bureau des opportunités économiques (OEO), fondé en 1964, était l'agence fédérale chargée de l'administration de la plupart des programmes créés sous Johnson, dont les programmes Volunteers in Service to America (VISTA), Job Corps (en), Head Start, aide légale et le Community Action Program. Dirigé successivement par Sargent Shriver, Bertrand Harding et Donald Rumsfeld, le OEO devint rapidement la cible des critiques, à la fois de gauche et de droite, contre le programme de « guerre contre la pauvreté ».
Le projet Head Start, lancé à l'été 1965, ciblait les très jeunes enfants de familles pauvres. Il a été ensuite transféré, en 1969, sous Nixon, à l'Office of Child Development (Bureau du développement de l'enfant), qui dépend du département de la Santé, de l'Éducation et du Bien-être (Department of Health, Education and Welfare, aujourd'hui HHS, département de la Santé et des Services sociaux).
Un second projet, visant les enfants, a été lancé en 1967 : le projet Follow Through a été la plus grande expérience éducative jamais instruite aux États-Unis.
Ces politiques ont permis à plus de deux millions de jeunes d'acquérir les compétences nécessaires à leur indépendance économique. Job Corps continue, aujourd'hui, d'aider 70 000 jeunes par an à travers 122 centres Job Corps dispersés dans le pays. Job Corps permet aussi d'acquérir des diplômes de high school afin de pouvoir entrer à l'université.

## Résultats et héritage
Dans la décennie qui suivit le discours sur l'état de l'Union de janvier 1964, les taux de pauvreté décrurent à leur plus bas niveau, 11,1 %. Ils sont restés depuis entre 11 et 15,2 %, alors que la moyenne était auparavant entre 20 et 25 %. 
La pauvreté parmi les Américains âgés de 18 à 64 ans n'a baissé que marginalement depuis 1966, de 10,5 % à 10,1 % aujourd'hui. Mais elle a baissé de 23 % (en 1964) à 16,3 % aujourd'hui pour les moins de 18 ans, et de 28,5 % (en 1966) à 10,1 % aujourd'hui pour les plus de 65 ans.
L'OEA a été démantelé par Nixon en 1973, bien que la plupart de ses programmes ont été transférés à d'autres agences fédérales.